# Dicksonia antarctica
Dicksonia antarctica, vazdazeleno drvo iz porodice diksonijevki rašireno po istočnoj Australiji (jugoistočni Queensland, istočni Novi Južni Wales, Australian Capital Territory, južna Victoria i Tasmanija)
Vrsta je uvezena u Englesku, Južnu Afriku, Irsku i Madeiru

## Sinonimi
- Balantium antarcticum (Labill.) C.Presl; Tent. Pterid. 134 (1836)
- Cibotium billardieri (Labill.) Kaulf.; Enum. Filic. 230 (1824)
- Dicksonia billardierei (Labill.) F.Muell.; Syst. Census Austral. Pl. 1: 187 (1882)

## Galerija
- D. antarctica
- D. antarctica
- D. antarctica
- Poprečni presjek kroz deblo Dicksonia antarctica.